# Stelis santiagoensis
Stelis santiagoensis är en orkidéart som beskrevs av Rudolf Mansfeld. Stelis santiagoensis ingår i släktet Stelis och familjen orkidéer. Inga underarter finns listade i Catalogue of Life.